# Anton Winterink
Anton Winterink (* 5. November 1914 in Arnhem; † 6. Juli 1944 in Brüssel) war ein antifaschistischer Widerstandskämpfer in den Niederlanden, der für den sowjetischen Militärnachrichtendienst GRU im Netz der Roten Kapelle arbeitete.

## Leben
Während des Zweiten Weltkrieges wohnte Winterink in Brüssel und beteiligte sich aktiv an der Arbeit der kommunistischen Bewegung. Er war ein bedeutender Funktionär der Roten Hilfe in den Niederlanden. 1938 schuf er das Aufklärungsnetz „Hilde“, das später in die Rote Kapelle eingebunden wurde. Die Funker der Gruppe wurden von Johann Wenzel (1902–1969) Anfang 1939 ausgebildet. Von Ende 1940 bis Mitte 1942 unterstützte „Hilde“ die zweiseitige Funk-Verbindung mit Moskau über die sowjetische Botschaft in London mit Hilfe von drei Funkgeräten. Gleichzeitig unterstützte die Gruppe Konstantin Jefremow (1910–1943), einen GRU-Residenten, der Verbindungen in die Niederlande, nach Deutschland und in die Schweiz hatte.
Am 18. August (oder am 16. September) 1942 wurde Winterink durch die Gestapo in Amsterdam verhaftet. Neun Mitglieder der Gruppe mit zwei verbliebenen Funkgeräten wurden nicht entdeckt und setzten die Arbeit fort. Aus der Gruppe Winterinks wurden insgesamt 17 Personen verhaftet. Er selbst blieb in Brüssel, wo er zwei Wochen lang intensiv verhört wurde. Als Ergebnis begann sein Funkgerät schon am 22. September 1942 Meldungen unter Regie der Gestapo zu senden. Die Gestapo versuchte  erfolglos, Winterinks Sender für ein Funkspiel mit Moskau zu benutzen, nachdem die in Freiheit verbliebenen Mitglieder der Gruppe bereits Moskau informiert hatten. Als die Deutschen im Sommer unter dem Namen von Winterink von der Zentrale Geld anforderten und die Adresse eines ehemaligen Mitglieds der Kommunistischen Partei angaben, an die das Geld geschickt werden sollte, überzeugte Moskau den falschen Winterink nach mehreren ausweichenden Antworten davon, ihnen die Adresse der Person zu schicken, die mit der Gestapo zusammenarbeitete. Im März 1944 befahl die Zentrale Winterink, die Sendungen zu beenden. Vier Monate später wurde Winterink auf dem Tir National in Brüssel erschossen und dort anonym begraben. Die Grabstelle ist das Einzelgrab 312 in Reihe II.